# Сан-Мартино-д’Агри
Сан-Мартино-Д’Агри (итал. San Martino d'Agri) — коммуна в Италии, расположена в регионе Базиликата, подчиняется административному центру Потенца.
Население составляет 968 человек, плотность населения составляет 19 чел./км². Занимает площадь 50 км². Почтовый индекс — 85030. Телефонный код — 0973.

Покровителями коммуны почитаются Пресвятая Богородица (Madonna della Rupe) и святой Лаврентий, празднование 20 августа.